# Dale Frail
Dale A. Frail (ur. 1961) – kanadyjski radioastronom pracujący w National Radio Astronomy Observatory (NRAO) w Socorro, Nowy Meksyk.

## Życiorys
Otrzymał doktorat Uniwersytetu Toronto w 1989 roku. Zajmuje się poszukiwaniem planet pozasłonecznych, a także badaniami rozbłysków gamma. 
Na początku 1992 roku podczas pracy dla NRAO, Dale Frail wraz z Aleksandrem Wolszczanem, ogłosili odkrycie dwóch planet oraz ewentualnej trzeciej wokół pulsara PSR 1257+12. Odkrycie to zostało potwierdzone w połowie 1992 roku. Było to pierwsze potwierdzone odkrycie planet pozasłonecznych. 
W 2008 roku Dale Frail wraz z Aleksandrem Wolszczanem wskazywany był wśród głównych kandydatów do Nagrody Nobla w dziedzinie fizyki za odkrycie pierwszego pozasłonecznego układu planetarnego.